# Saxapahaw
Saxapahaw és una concentració de població designada pel cens dels Estats Units a l'estat de Carolina del Nord. Segons el cens del 2000 tenia 1.418 habitants.

## Demografia
Segons el cens del 2000, Saxapahaw tenia 1.418 habitants, 541 habitatges i 399 famílies. La densitat de població era de 104,3 habitants per km².
Dels 541 habitatges en un 37,3% hi vivien nens de menys de 18 anys, en un 55,6% hi vivien parelles casades, en un 13,1% dones solteres, i en un 26,1% no eren unitats familiars. En el 19,4% dels habitatges hi vivien persones soles el 6,1% de les quals corresponia a persones de 65 anys o més que vivien soles. El nombre mitjà de persones vivint en cada habitatge era de 2,62 i el nombre mitjà de persones que vivien en cada família era de 3.
Per edats la població es repartia de la següent manera: un 25,9% tenia menys de 18 anys, un 8% entre 18 i 24, un 34,2% entre 25 i 44, un 24,2% de 45 a 60 i un 7,8% 65 anys o més.
L'edat mediana era de 34 anys. Per cada 100 dones de 18 o més anys hi havia 96,4 homes.
La renda mediana per habitatge era de 37.204 $ i la renda mediana per família de 51.528 $. Els homes tenien una renda mediana de 30.152 $ mentre que les dones 27.625 $. La renda per capita de la població era de 18.055 $. Entorn del 7,9% de les famílies i el 9,7% de la població estaven per davall del llindar de pobresa.

## Poblacions més properes
El següent diagrama mostra les poblacions més properes.